# زولميتريبتان
زولميتريبتان (بالإنجليزية: Zolmitriptan)‏ هو دواء من مجموعة التريبتانات ويستخدم في علاج الصداع النصفي.

## الأسماء التجارية
تنتجه أسترازنكا وتسوقه تحت الأسماء التجارية التالية:
- في الأرجنتين وكندا واليونان: Zomig وكذلك Zomigon
- في ألمانيا: AscoTop
- في فرنسا: Zomigoro

وكذلك تنتجه أكتافس وتسوقه في بلدان مختلفة.